# Vicky Love
Vicky Love è il decimo album di Biagio Antonacci, uscito il 16 marzo 2007 su etichetta Iris e distribuito da Universal. Testi e musiche sono interamente composti da Antonacci, che cura gli arrangiamenti e produce il disco con il fedele Stefano De Maio. Così com'era stato per Convivendo, anche Vicky Love viene inciso a Bologna nello studio di registrazione a casa del cantautore. L'album segna di fatto la fine del rapporto professionale tra Biagio e la Universal.

## Descrizione
Nelle intenzioni di Antonacci il titolo del disco, che riprende quello di un brano presente all'interno, si riferisce principalmente al concetto della "vittoria dell'amore". E l'amore è il tema dominante in quasi tutte le tracce, inteso sia in senso spirituale che in quello fisico. Il singolo di lancio è Lascia stare, seguito a ruota da Sognami (cantato in duetto con Dafnè Lupi) suonato dal Martirani Gipsy Swing e L'impossibile. Tra gli altri brani vanno citati almeno È soffocamento, Coccinella e Giù le mani capo (incentrato sul tema del mobbing). In coda al disco, al termine di A volte, è presente una traccia fantasma: si tratta della demo di Fotografia, una canzone incisa nei primi anni Novanta e mai pubblicata prima. Il pezzo è preceduto da una breve presentazione dello stesso Antonacci, che ne approfitta per ringraziare e salutare i fans così come aveva già fatto in Convivendo - Parte II.
Vicky Love debutta in classifica il 22 marzo 2007 direttamente in prima posizione, dove resiste per 4 settimane consecutive. Rimane in Top 20 per 45 settimane senza interruzioni e nella classifica all-time degli album italiani più venduti si piazza al 17º posto.

## Tracce
1. È soffocamento – 4:09
2. Lascia stare – 4:18
3. C'è silenzio – 4:10
4. Sognami – 3:57
5. L'impossibile – 3:59
6. Coccinella – 5:57
7. Vicky love – 3:48
8. Non sei più qui – 4:08
9. Giù le mani capo – 3:39
10. Non eri tu (quel brivido di libertà) – 3:45
11. A volte – 4:04
12. Fotografia – 3:52 – traccia fantasma

## Formazione
- Biagio Antonacci - voce, pianoforte e cori
- Saverio Lanza - chitarra, tastiera e pianoforte
- Fabrizio Morganti - batteria
- Massimo Tagliata - fisarmonica
- Alessandro Volta, Giampiero Martirani - chitarra acustica
- Steve De Maio - programmazione
- Felice Del Gaudio - contrabbasso
- Dafnè Lupi - cori

## Classifiche

### Classifiche settimanali
| Classifica (2007) | Posizione massima |
| ----------------- | ----------------- |
| Italia            | 1                 |
| Svizzera          | 49                |

### Classifiche di fine anno
| Classifica (2007) | Posizione |
| ----------------- | --------- |
| Europa            | 80        |
| Italia            | 4         |
| Classifica (2008) | Posizione |
| Italia            | 52        |